# Via Francigena
Via Francigena (vyslov -cige-, lat. „Francouzská cesta“) byla středověká poutní cesta vedoucí z anglické církevní metropole Canterbury do Říma. Nebyla to jedna jediná cesta, ale systém souběžných stezek dlouhý okolo 1700 kilometrů, jenž se pěšky dal projít za zhruba osmdesát dní. Jde o nejstarší poutní cestu v Evropě, zmiňuje se o ní již v roce 725 biskup Vilibald z Eichstättu. Název Via Francigena, odvozený ze jména Franské říše, je poprvé doložen roku 876 v listině Actum Clusio z opatství na Monte Amiata; pouť byla v pramenech také nazývána Via Romea („Římská cesta“), Iter Francorum („Pouť Franků/Francouzů“) nebo Chemin des Anglois (fr. „Cesta Angličanů“).
Cesta je od počátku 90. let 20. století opět používána, i když podstatně méně než Svatojakubská cesta, ročně jí projde okolo 50 000 osob, a to více z turistických (zážitkových) než náboženských důvodů. V roce 1994 jí Rada Evropy udělila certifikát „Evropská kulturní cesta“. Putovali po ní např. mnozí účastníci Světových dnů mládeže, které se konaly v Římě v srpnu roku 2000.

## Průběh
Trasa pouti vede přes území dnešních států Velká Británie, Francie, Švýcarsko a Itálie; přičemž v jednom úseku i po moři (přes kanál La Manche). Nejstarší dochovaný popis cesty podal roku 990 arcibiskup canterburský Sigerich Vážný, jenž při zpáteční cestě sepsal její podrobný itinerář pod názvem De Roma ad usque Mare („Z Říma k moři“), popisující 80 úseků cesty po zhruba 20 kilometrech, které se svým doprovodem ušel denně. Sigerichova cesta vedla z Anglie přes moře do Calais, pak přes Wisques, Arras, Péronne, Laon, Remeš, Châlons-en-Champagne, Langres, Besançon, Lausanne, Vevey a Saint-Maurice. V Alpách procházela přes Velký Svatobernardský průsmyk a pokračovala přes Aostu, Vercelli, Pavii, Fidenzu, průsmyk La Cisa, Pontremoli, Luccu, Sienu, Radicofani, Viterbo a Sutri do Říma. (V některých úsecích jižně od Ciského průsmyku, tj. na území dnešního Toskánska, byla cesta vedena skutečně jako jedna linie, po starých římských dlážděných cestách Via Cassia a Via Aurelia.) Tento Sigerichův itinerář zůstal až dodnes „nejklasičtějším“ průběhem cesty, dle nějž se řídí i její novodobá obnovená trasa.
Podobně, v dílčích úsecích však dosti odlišně, cestu popsali o staletí později např. islandský mnich a skald Nikulás Bergþórsson v díle Leiðarvísir og borgarskipan („Průvodce a soupis měst“, 1154), poté fríský premonstrátský mnich Emo (1211) v první části klášterní kroniky Cronica Floridi Horti, po něm benediktinský opat Albert von Stade (1236), dále arcibiskup rouenský Odo Rigaud (1253/54) anebo další benediktin, kronikář a zeměpisec Matthew Paris (1255).
Poutníci mohli následně spojit římskou pouť s tou jeruzalémskou: z Říma šlo pokračovat dále po jiných starověkých římských cestách, totiž Via Appia a Via Traiana až do přístavu Brindisi, odkud se plavili do Svaté země. Tento úsek byl znám jako Via Francigena nel Sud („na jihu“).

## Dějiny

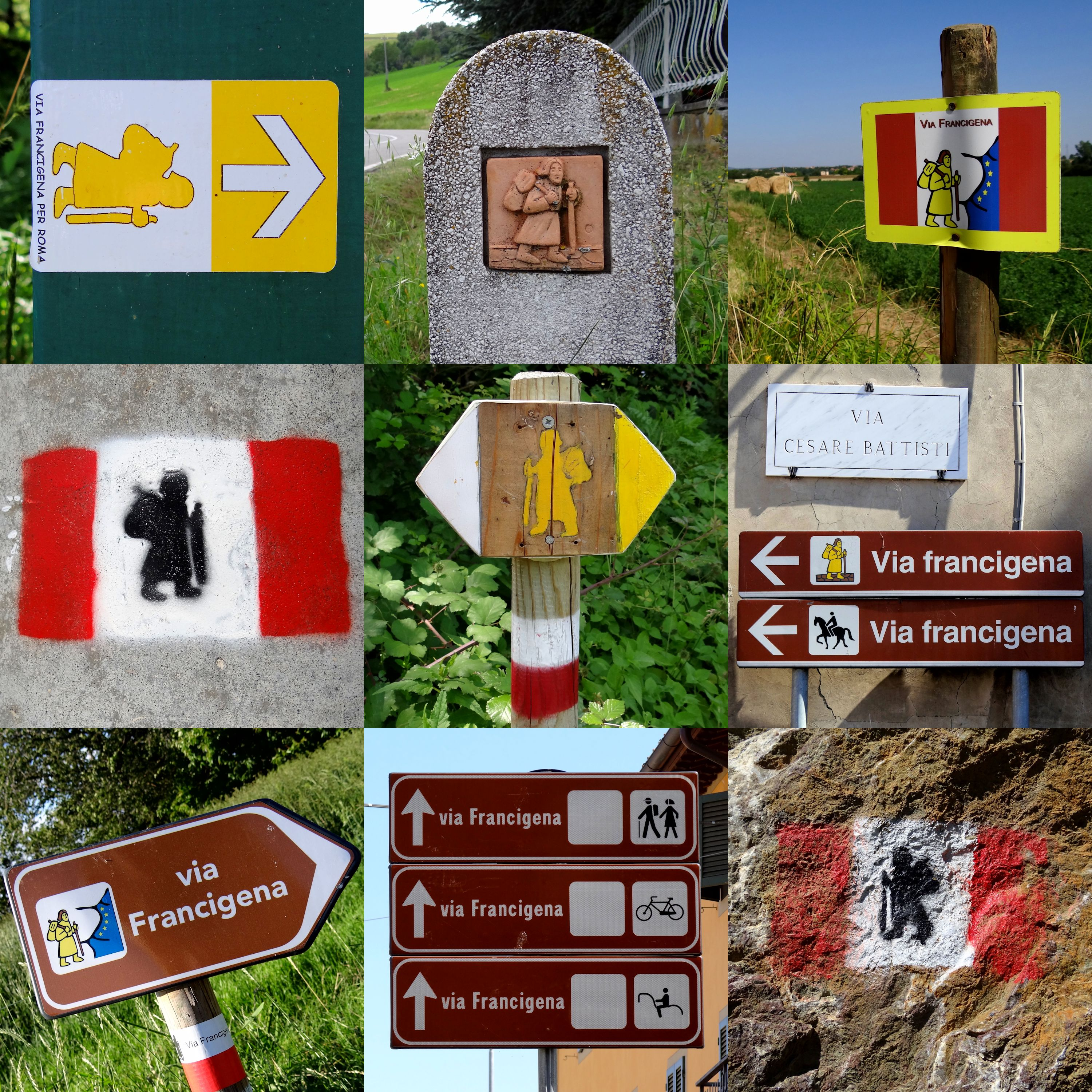
Ukázky značení v italské části obnovené cesty

Návštěva římských hrobů svatého Petra a svatého Pavla – dobově zbožně označovaná jako pouť ad limina apostolorum, „k prahům apoštolským“, přičemž takoví poutníci byli zváni Romipetae („do Říma směřující“) – patřila ke třem hlavním křesťanským poutím neboli peregrinationes maiores, spolu s cestou do Jeruzaléma a Santiaga de Compostela. Do Říma vedlo ze severu Evropy několik poutních cest, z nichž ta nejdůležitější větev byla právě Franská/Francouzská cesta.
Via Francigena, zejména ve svém úseku od Alp na jih přes Apeniny, se však původně zrodila nikoliv z náboženských důvodů, ale pro ryze praktické potřeby. Langobardské království, vytvořené roku 568, potřebovalo dobrou a bezpečnou severo-jižní spojnici mezi svým hlavním městem Pavií a přidruženými Spoletským a Beneventským vévodstvím na jihu poloostrova, které byly odděleny od hlavního langobardského území (Lombardie) poměrně rozsáhlými državami nepřátelské Byzance. Z toho důvodu nešlo využít staré římské cesty, jež byly trasou příhodnější, např. Via Flaminia. Cesta (směr, ne jedna fyzická silniční stavba), kterou Langobardi ustavili podél pobřeží Ligurského a Tyrhénského moře, překračovala Apeniny v průsmyku La Cisa, dobově zvaném Mons Longobardorum („hora Langobardů“), po němž dostala i své prvotní jméno Via Montis Longobardorum (italsky Via di Monte Bardone). S pohlcením langobardského soustátí Franskou říší (774) přišel posléze i nový název trasy-cesty, jenž zůstal dodnes.
Cesta se už během staletí raného středověku stala velmi rušnou spojnicí severo-západní křesťanské Evropy s metropolí celého křesťanstva, a to nejenom pouze z důvodů církevně správních (sídlo papežské stolice) a/nebo poutnických, ale zůstaly jí i světské funkce: využívali ji hojně obchodníci jako spojnici mezi Itálií a tržními městy v Champagne nebo manufakturami ve Flandrech; z jihu na sever putovalo zboží z Orientu (hedvábí, koření atd.), opačným směrem, do Itálie a dále, zas severské výrobky (sukno apod.). Během doby se podél ustavila celá řada ubytovacích a občerstvovacích míst, od klášterů přes městské zájezdní hostince až po různé útulny a herberky. Proudy poutníků zesílily zejména při historicky prvním Svatém roce 1300, kdy množství lidu na cestě bylo skutečně mimořádné a od té doby poutě do Říma zmasověly.
Na počátku novověku, s nástupem reformace (v Anglii, výchozím bodu poutě, od roku 1534) a jistým úpadkem katolického poutnictví během 18. století, stejně jako vytvořením nových severojižních tras (především Florencie–Boloňa), ovšem význam cesty značně poklesl a byla postupně zapomenuta. Znovuobjevila ji až moderní turistika.

### Obnova
Tato historická trasa byla znovuvzkříšena na přelomu 80. a 90. let 20. století skupinou nadšenců, kteří pečlivě zrekonstruovali zastávky Sigerichova itineráře, přičemž obnovenou trasu upravili v místech, kde se staré římské silnice proměnily v dálnice. Hlavním průkopníkem obnovy byl Giovanni Caselli, italský historik středověku, jenž roku 1985 s pomocí italského Vojenského geografického institutu (Istituto Geografico Militare, IGM) vynesl Sigerichovu cestu na moderní mapy. Výsledky jeho rekonstrukce byly publikovány v roce 1990, u příležitosti milénia Sigerichovy poutě, pod názvem La Via Romea: Cammino di Dio. Významně se o oživení tradice Francigeny zasloužila také Švýcarka Adelaide Trezziniová, která v roce 1997 založila sdružení Association Internationale Via Francigena (AIVF), organizaci, jež se o provozování a propagování obnovené tradice stará. Různé turistické spolky ve všech čtyřech zemích rovněž pomohly vyznačením a propagováním cesty, byť s proměnlivou kvalitou.
Prohlášení za Evropskou kulturní cestu (1994) Radou Evropy a posléze nástup webu pak konečně dostalo Francigenu opět do povědomí Evropanů (i Američanů); počtem návštěvníků-poutníků však zůstává ročně zhruba na 1/10 stavu oproti účastníkům slavné Camino de Santiago.